# バスフルート
バスフルートは、フルート属の楽器のひとつで、通常のコンサート・フルートよりも1オクターブ低い音が出る。あまり一般的な楽器ではないが、主にフルートアンサンブルで低音を担当する。

## 概要

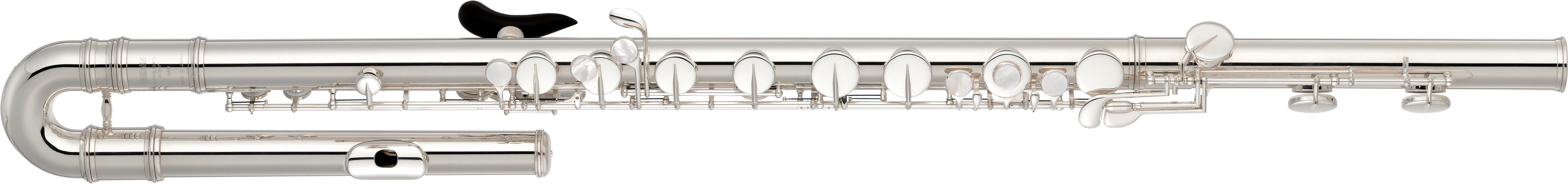
バスフルート (ヤマハ製)

バスフルートの構造は通常のコンサート・フルートと同様だが、管長は倍の約130cm、重さは4倍の1.2kgにもなる。管長が長すぎるために、頭部管は通常U字形をしている。
音域は通常のフルートより1オクターブ低いC3からC6までである。記譜は実際の音より1オクターブ高く書かれ、フルートと運指は同じになる。
通常のフルートと同様に横に持って吹くが、重さが問題になる。すわって吹く場合には支持棒をとりつけることによって重さの問題を軽減することもできる。縦に持って吹くバスフルートを製造しているメーカーもあるが、一般的ではない。
なお古い楽譜、たとえばグスターヴ・ホルスト『惑星』に出てくる「バスフルート」はアルトフルートを意味するので注意が必要である。

## 歴史

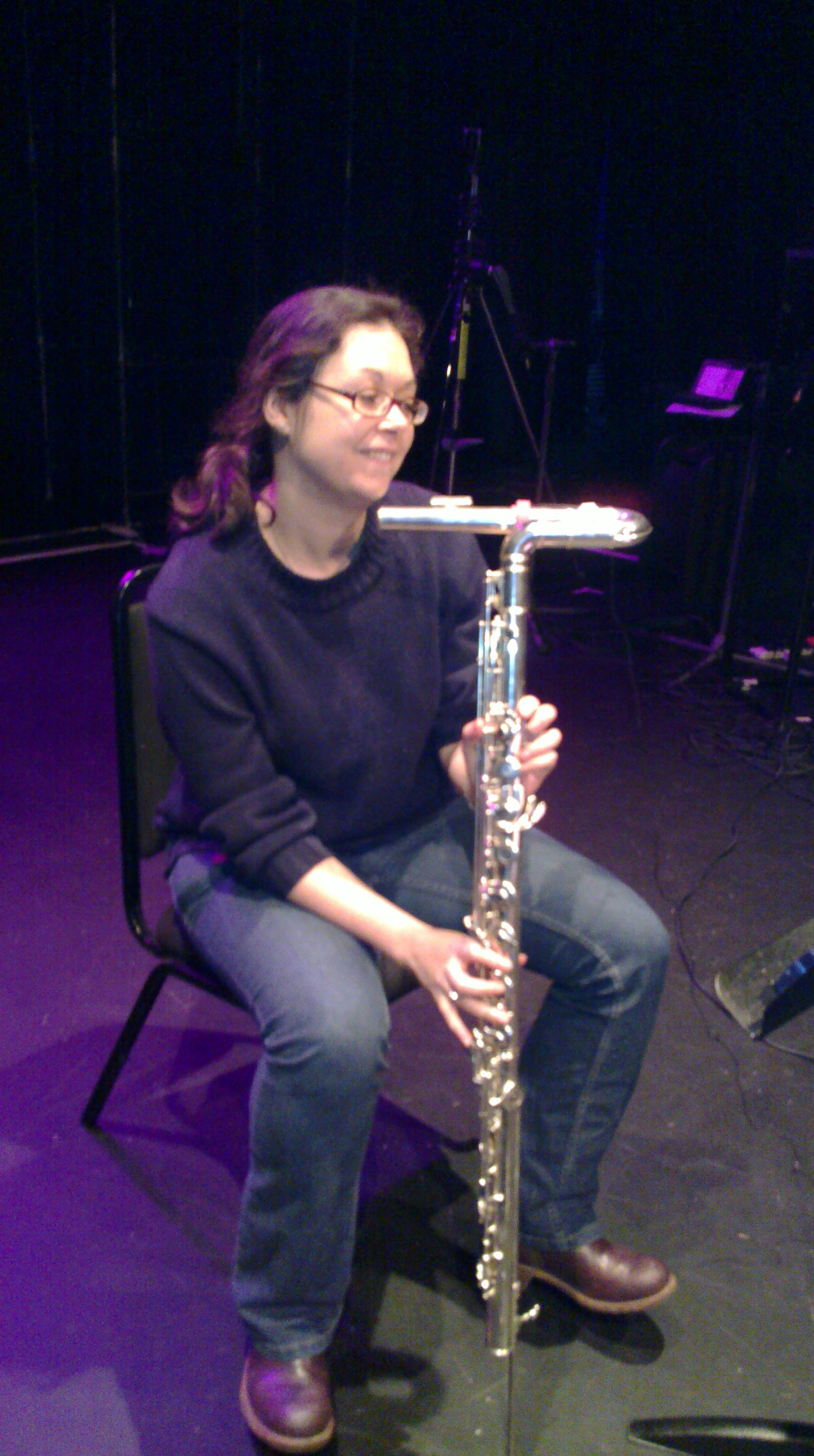
縦に持つバスフルート (Eva Kingma 社製)

フルートのオクターブ低い楽器は古くから存在したが、珍しい楽器という以上に発展することはなかった。ある程度成功したのは1910年にミラノのアベラルド・アルビシが発明したアルビシフォーンだった。この楽器は縦に持ち、B2から2オクターブ半の音域の音を出すことができた。アルビシはスカラ座の第1フルート奏者でもあり、当時のイタリアオペラのいくつかにこの楽器が使われた。リッカルド・ザンドナーイのオペラ『メレニス』(1912)および『フランチェスカ・ダ・リミニ』(1914)、マスカーニのオペラ『パリジナ』(1913)などでこの楽器が使われている。その後は主にイギリスで発達した。

## バスフルートより低い音の楽器
C管のバスフルートよりさらに低い音の出る同属楽器も作られているが、いずれもかなり珍しい楽器に属する。
バスフルートより完全5度低い「F管バスフルート」と呼ばれる楽器があるが、これはC管のバスフルートと形が大きく異なり、外見はコントラバスフルートに近い。ほぼ同じ高さの楽器にアルトフルートより1オクターブ低いG管のコントラアルトフルートがある。
コントラバスフルートはバスフルートよりさらに1オクターブ低い楽器で、頭部が4の字型に折り曲げられており、縦置きで演奏される。フルートオーケストラで使われる。
さらに低いサブコントラバスフルート、ダブルコントラバスフルート、ハイパーバスフルートなどは、きわめて珍しい楽器である。